# Ghetto Supastar
Ghetto Supastar är den amerikanske rapparen Pras debutalbum, släppt 1998. 

## Låtlista
1. "Hallelujah" 1.40
2. "Ghetto Supastar (That Is What You Are)" (feat. Ol' Dirty Bastard & Mýa) (Producerad av Wyclef Jean & Pras) 4.21
3. "1st Phone Interlude" 2.33
4. "What'cha Wanna Do" (feat. The Product & Free) (Producerad av Pras) 4.11
5. "Blue Angels" (feat. The Product) (Producerad av Pras & Jerry 'Wonder' Duplessis) 4.13
6. "Can't Stop The Shining (Rip Rock Pt. 2)" (feat. Canibus & Free) (Producerad av Pras) 4.15
7. "Get Your Groove On" (feat. The Product & Mostwanted) (Producerad av Pras) 4.26
8. "Frowsey (Pt. 2)" (Producerad av Salaam Remi) 3.18
9. "Dirty Cash" (Producerad av Pras) 1.35
10. "For The Love Of This" (Producerad av Pras) 4.07
11. "Wha' What Wha' What" (feat. Mostwanted) (Producerad av Pras) 3.56
12. "2nd Phone Interlude" 2.10
13. "Lowriders" (feat. The Product & Mostwanted) (Producerad av Pras & Jerry 'Wonder' Duplessis) 4.12
14. "Yeah 'Eh Yeah 'Eh" (feat. Mack 10 & Reptile) 3.49
15. "Murder Dem" (Producerad av Pras) 4.22
16. "3rd Phone Interlude" 3.52
17. "Amazing Grace" 5.03
18. "Final Interlude" 3.29
19. "Another One Bites The Dust (Small Soldiers Remix)" (feat. Queen, Wyclef Jean & Free) (UK/European Bonus Track only)